# (243262) Korkosz
(243262) Korkosz est un astéroïde de la ceinture principale.

## Description
(243262) Korkosz est un astéroïde de la ceinture principale. Il fut découvert le 31 décembre 2007 à l'observatoire Schiaparelli par Luca Buzzi. Il présente une orbite caractérisée par un demi-grand axe de 2,63 UA, une excentricité de 0,02 et une inclinaison de 11,5° par rapport à l'écliptique.

## Compléments